# 三亚站
三亚站位于中国海南省三亚市吉阳区荔枝沟海润路，距离三亚市中心约4.7公里，现为中国国铁系统内最南端的铁路车站。该站由广州局集团海南铁路有限公司海口车务段管辖，为客运三等站。

## 历史

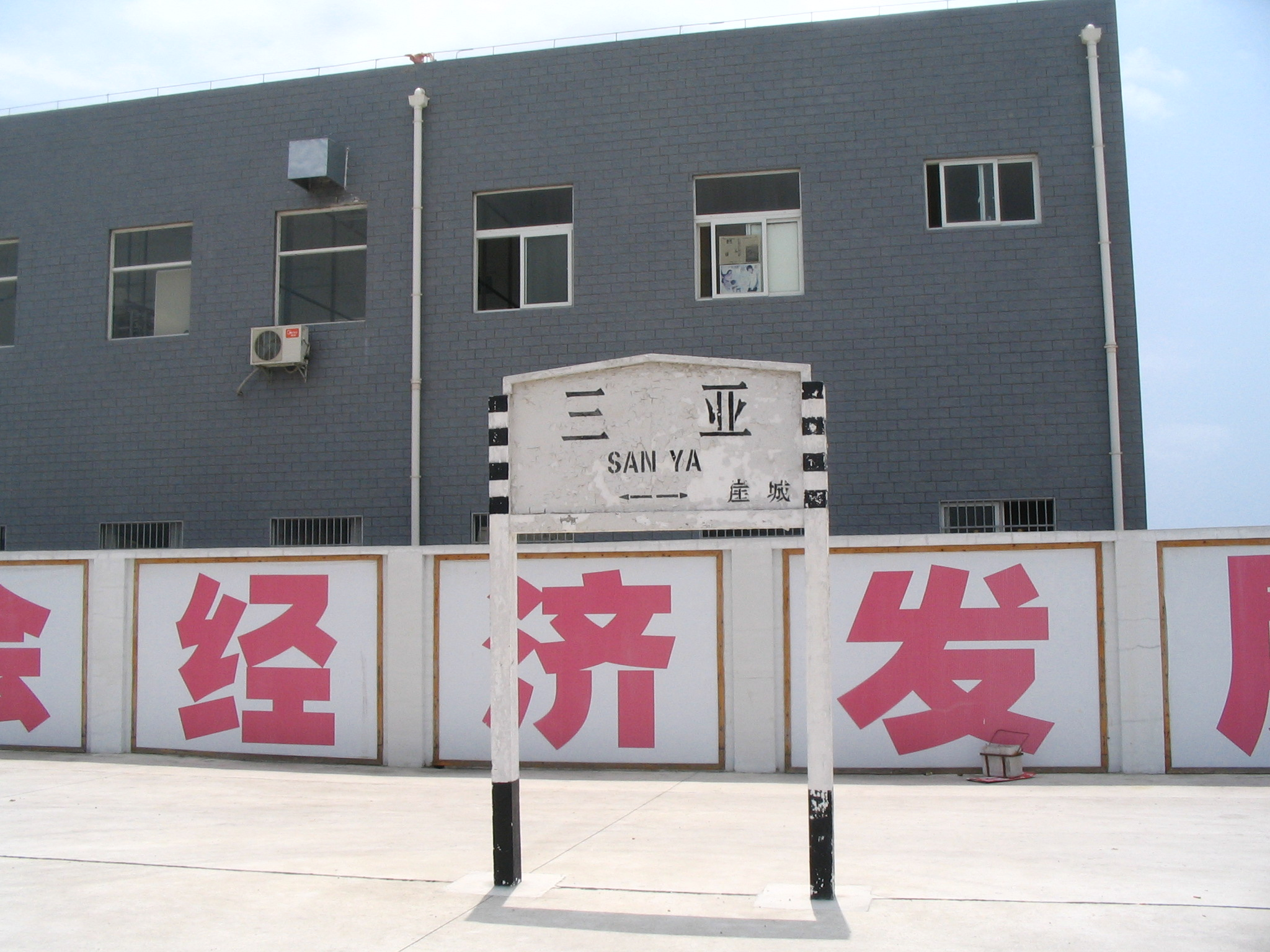
2008年，改建前的三亚站

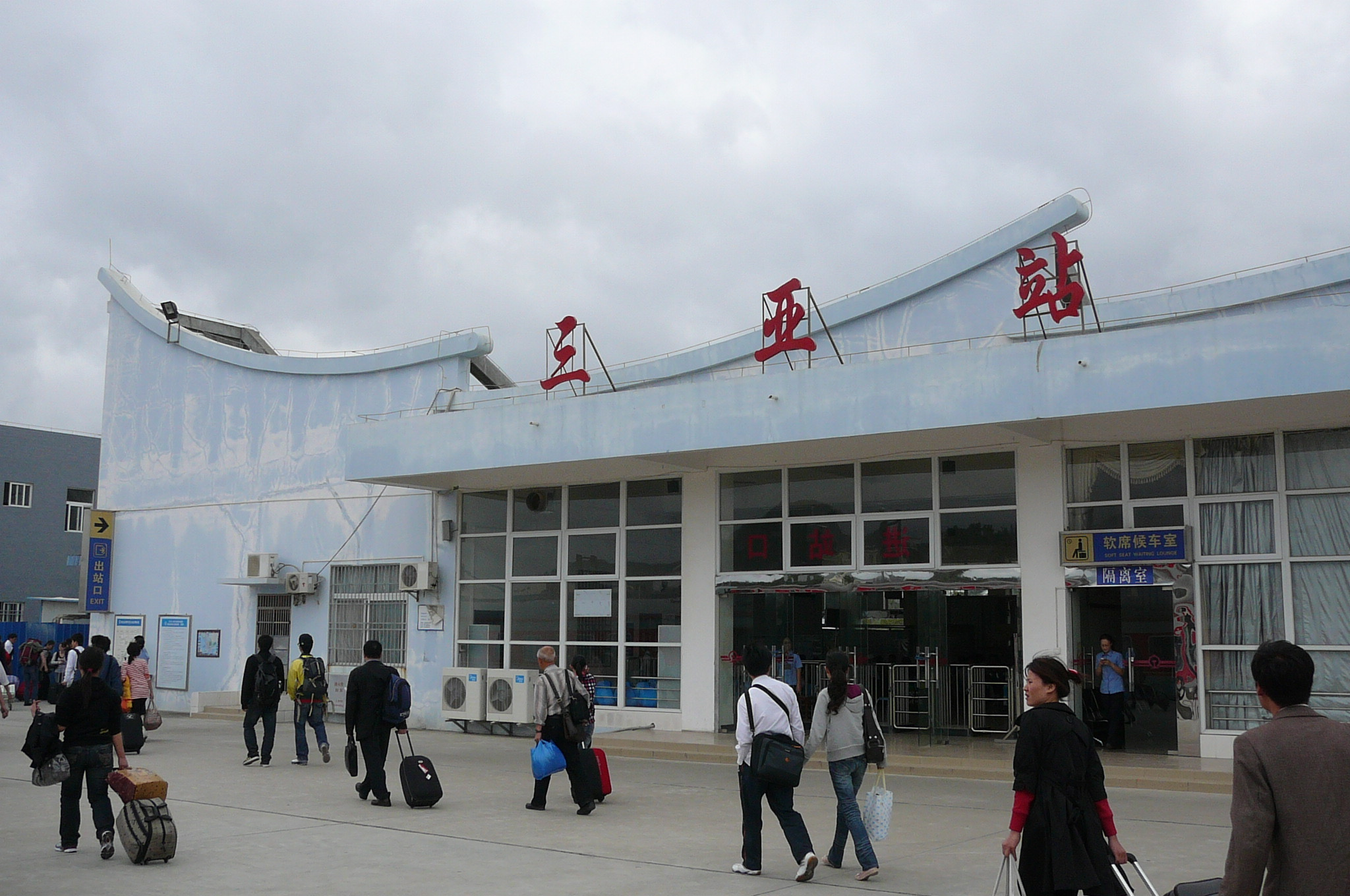
三亚站（2010年摄）

- 1960年：老三亚站建成启用，建有6条股道，也是迄今为止中国国铁系统内最南端的铁路车站[註 1]。
- 2005年1月7日：粤海铁路开通营运，三亚站开办三亚至广州定期旅客列车。
- 2007年：三亚站遷出三亚市市区，臨時站启用，新站於2010年落成，位于舊站以北。
- 2009年6月10日：三亚站改扩建工程动工。
- 2010年12月30日：新站隨著海南东环铁路通車而啟用。
- 2015年12月30日，三亚站接入海南西环高速铁路，并开行三亚——三亚的环岛列车。[2]

## 车站设施

### 站房
三亚站主站房建筑面积1.6万平方米。主体为二层，下部为混凝土框架结构，上部屋面为无柱空间钢桁架主次梁结构体系雨棚，总面积5万多平方米。主体建筑彰显热带海岛建筑风格。从外观上看，整个火车站就像一只展翅翱翔的巨大海鸥。车站内部装修大量使用玻璃，使得整个车站显得充满现代化气息，宽敞明亮。
三亚火车站售票大厅一共设有18个售票窗口，大厅上方悬挂着一副超大LED液晶显示屏，上面显示着车次时间等信息供乘客查看。进入一层候车室，两台检测仪摆放在大门两侧，乘客进站要进行安检，一层候车室左右两侧分别设置洗手间、开水间以及吸烟室，墙壁上还挂着液晶电视屏幕，显示车次以及乘车时间。通往二层候车室除了两个扶梯外还设有残疾人专用的无障碍电梯。在每层进站检票口，设10个检票通道，均为自助检票口。在候车大厅，还有两个自助电子查询器，旅客可以在查询器的触摸屏上查询各班次列车的票价以及时刻表。
- 三亚站进站口
- 候车室
- 站台
- 出站口

### 站场
车站设四台八线，其中七条是到发线。车站西侧设有整备所和动车所。

## 旅客列车目的地
三亚站每天办理旅客列车100列，其中包括98列动车组列车，一对三亚至北京西的直达特快旅客列车，一对三亚至安阳的快速旅客列车
2017年1月20日至2018年7月1日，本站曾开行五对往返市内南山北站的快速列车，现已停运。

### 始发列车

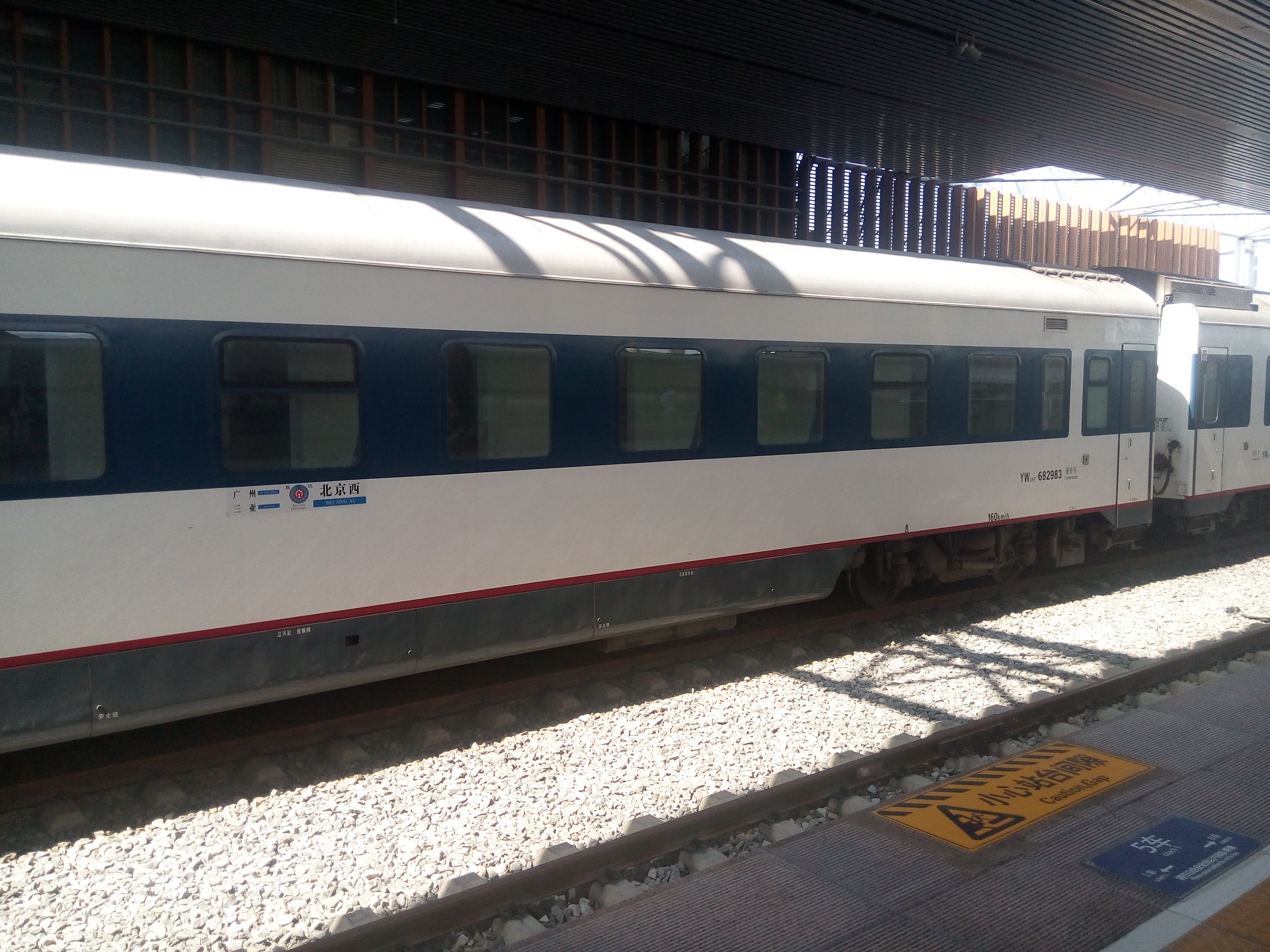
Z202次列车在三亚站

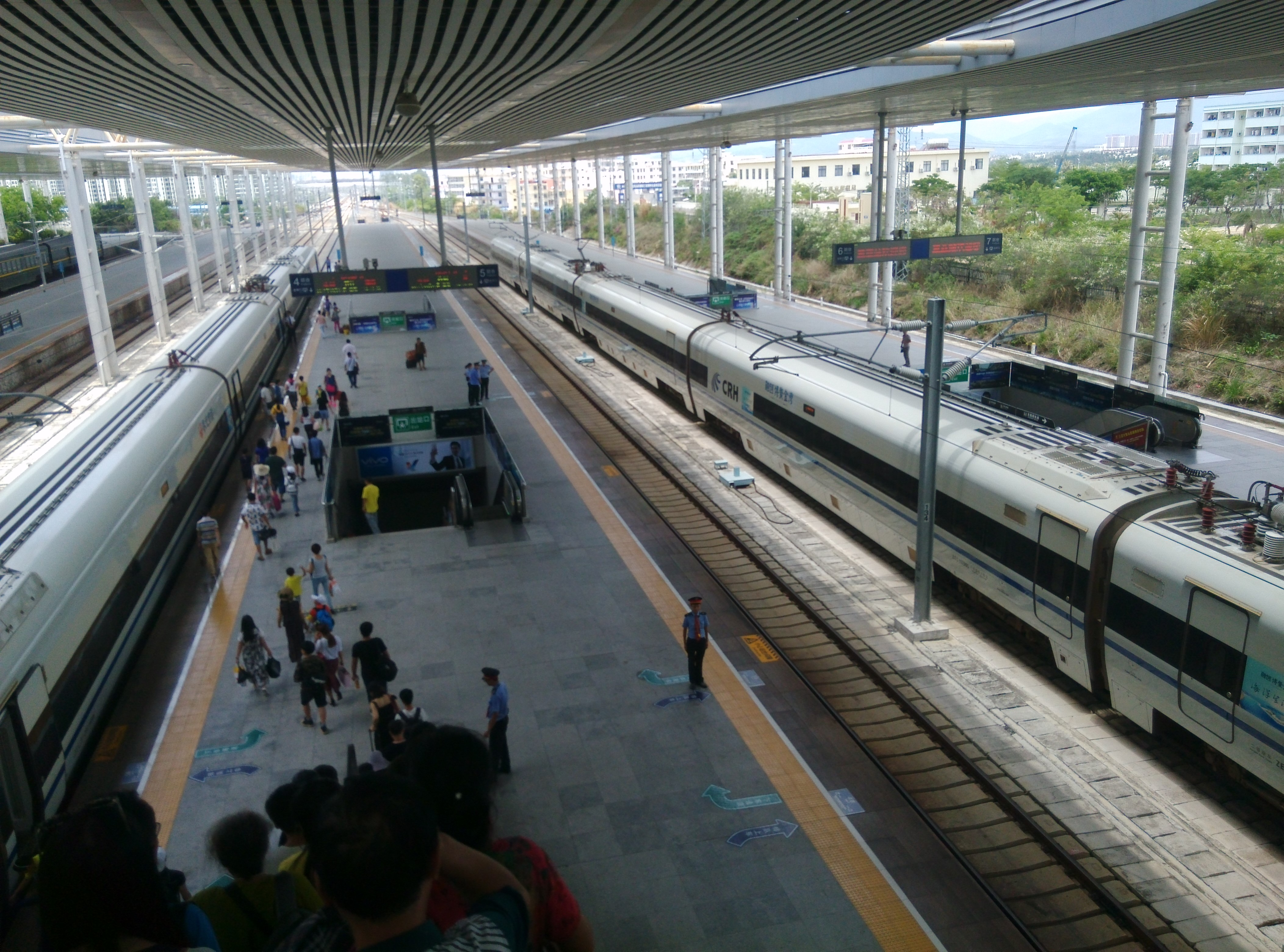
环岛高速铁路使用的CRH1A-A停靠在站台上

| 列车所属路局 | 车次                                                                   | 目的地                                   |
| ------------ | ---------------------------------------------------------------------- | ---------------------------------------- |
| 广州局集团   | C7344、C7346、C7352                                                    | 海口                                     |
| 广州局集团   | C7302-C7314、C7318-C7326、C7330-C7338（其中C7336非每日开）、C7350      | 海口东                                   |
| 广州局集团   | 向西：C7202-C7216（其中C7204、C7210、C7216非每日开） 向东：C7252-C7266 | 三亚（经由西环高铁、东环高铁的环岛列车） |
| 广州局集团   | Z502                                                                   | 北京西                                   |
| 广州局集团   | Z8008                                                                  | 深圳東                                   |
| 郑州局集团   | K457                                                                   | 安阳                                     |

### 过路列车
三亚站每日现有10趟（顺时针、逆时针各5趟）由海口东至海口东的环岛列车停靠。
| 列车所属路局 | 车次                                | 目的地                                     |
| ------------ | ----------------------------------- | ------------------------------------------ |
| 广州局集团   | 向西：C7218-C7228 向东：C7268-C7278 | 海口东（经由西环高铁、东环高铁的环岛列车） |

## 交通接驳

### 出租车
三亚火车站存在“打车难”现象：火车站出租车候车区上下客通道的宽度，仅容一辆的士车通过，造成平均上客效率低下。经测算，一班到站列车中选择打的的旅客，在不拼车的情况下，至少需要80辆出租车，用上三四十分钟才能消化完。对此，三亚市政府决定实施站前改造工程，并优化出租车运营办法以解决问题。

### 三亚有轨电车

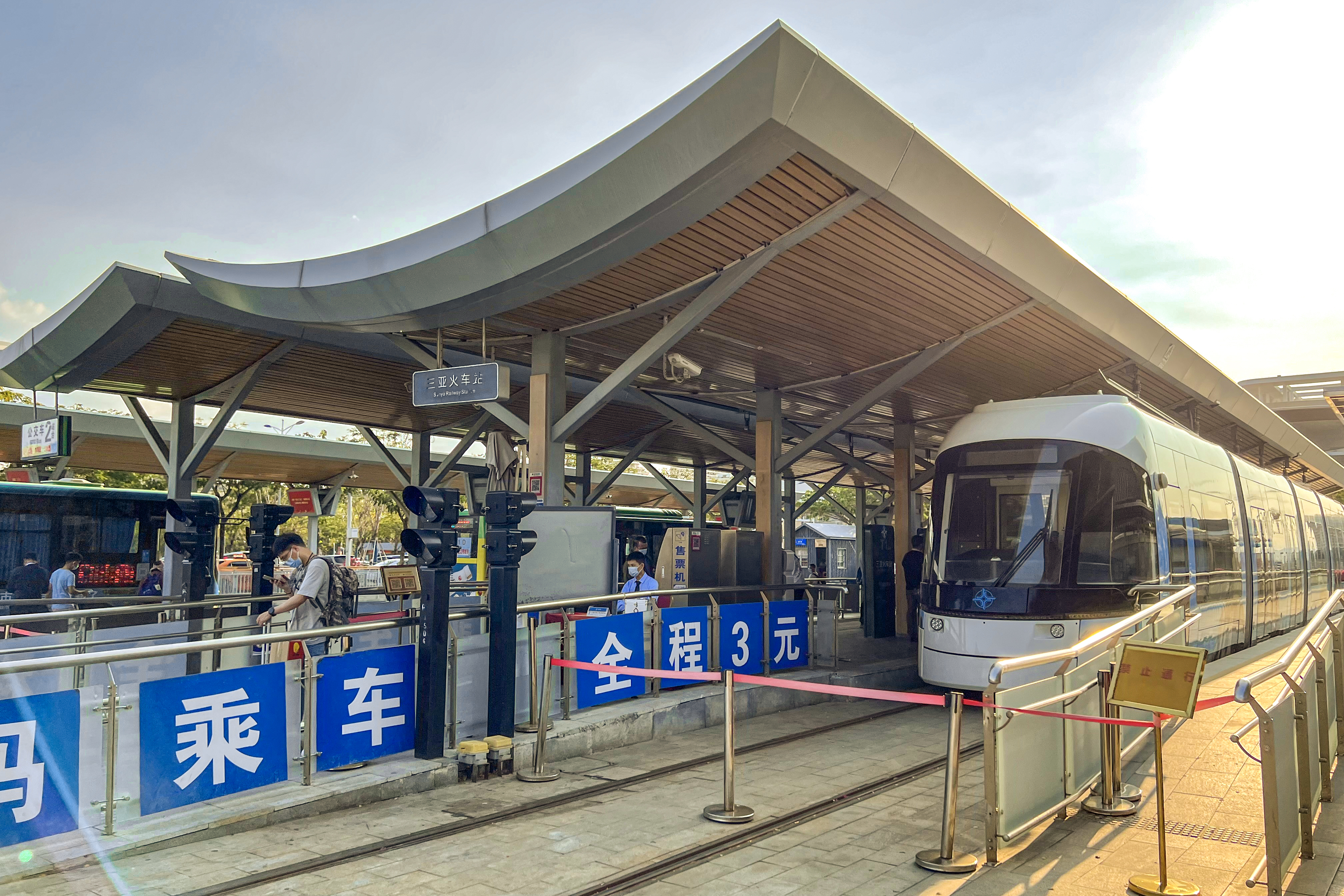
三亚火车站有轨电车站

三亚有轨电车T1支线的起点设于三亚火车站。2019年2月1日，三亚有轨电车T1线示范段开通试运营，自三亚火车站至解放路站共6个车站，全长4.5公里。